# Acueducto de Bar
El Acueducto de Bar (en serbio: Barski akvadukt) es un acueducto de piedra, situado en la parte norte de Stari Bar, el casco antiguo de Bar, (4 km al norte del centro de la ciudad Bar), en Montenegro. El Acueducto es el único acueducto que queda en Montenegro, y uno de los acueductos más grandes y mejor conservados de los tres en la antigua Yugoslavia, a saber, el Acueducto de Diocleciano, cerca de Split, Croacia, y el Acueducto de Skopie en Macedonia del Norte. El acueducto fue construido durante el gobierno del Imperio Otomano, en el siglo XVI, e incluye un puente sobre un valle. Sirvió como el suministro de agua para Stari Bar, llevando agua a 3 km de un muelle en el Monte Rumija. La estructura del puente-acueducto, consta de diecisiete grandes arcos de diferentes anchos, que se apoyan en dieciocho pilares masivos.